# Собор Тверских святых
Собор всех святых, в земле Тверской просиявших — праздник Русской Православной церкви, установленный в память о святых, просиявших в Тверской земле. Празднование Собору приурочено ко дню второй памяти святителя Арсения — первому воскресенью после 29 июня/12 июля — праздника святых апостолов Петра и Павла.

## Установление празднования
Собирание сведений о тверских святых было начато по благословению архиепископа Тверского и Кашинского Димитрия (Самбикина) в 1897 году. Архиепископ Димитрий составил службу всем Тверским святым и подготовил к печати Тверской патерик. В 1902 году по его просьбе была написана икона Собора Тверских святых. В 1904 году архиепископ Димитрий освятил престол в честь Собора Тверских святых во втором ярусе колокольни кафедрального собора. С этого года начинается местное почитание святых, живших на территории Тверской епархии.
Спустя 70 лет архиепископом Калининским и Кашинским Алексием (Коноплёвым) была составлена служба всем Тверским святым и возбуждено ходатайство перед Святейшим Патриархом Московским и всея Руси Пименом совершать память всех святых, в земле Тверской просиявших, в первый воскресный день после праздника святых первоверховных апостолов Петра и Павла. В 1979 году святейший Патриарх Пимен удовлетворил ходатайство и благословил внести память Собора Тверских святых в календарь Русской Православной Церкви.

## Иконография
Первая икона Собора Тверских святых была написана по благословению архиепископа Тверского и Кашинского Димитрия (Самбикина; † 17 марта 1908 г.) в 1902 году. Следующая икона была  уже написана во второй половине XX века иконописцем Андреем Запрудным. На иконе изображены лики нескольких святых, чтившихся местно: благоверная княгиня Тверская Ксения (XIV в.) – мать святого князя Михаила Тверского; благоверный князь Бежецкий Димитрий Юрьевич Красный († 1441); благоверный князь Ржевский Владимир (XIII в.; память 15/28 июля) и его супруга княгиня Агриппина (XIII в.; память 23 июня/6 июля и 15/28 июля); праведная Параскева, игумения Ржевская (память 13/26 октября).
Одним из последних образов Тверских святых написан иконописцем Марией Григорьевной Кондрашовой в 2007 году для храма блж. Ксении Петербургской города Твери. Создание иконы проходило под предводительством протоиерея Сергия Дмитриева и при помощи историка Павла Иванова. Основными источниками информации стали материалы из «Тверского Патерика», а также сведения из книги архим. Дамаскина (Орловского) «Мученики, исповедники и подвижники благочестия Русской Православной Церкви XX столетия» (1992-2002). В отличие от иконы Андрея Запрудного, у Марии Кондрашовой совершенно иная композиционная схема: географическая. Святые сгруппированы по местоположению или близости к определённым частям земли Тверской. За извод-архитектуру иконы был взят образ «Собор всех святых, в Земле Русской просиявших» монахини Иулиании (Соколовой), написанный в 1930 годах.

## Гимнография
Тропарь, глас 4-й

Иже в земли Тверской прославльшиися, / святителие, мученицы, / преподобнии, праведнии / и вси святии, / верою, подвиги благочестия, / любовию, кротостию, словом и житием / Богу благоугодившии / и венцы нетления и славы украсившиися, / молите Христа Бога нашего / даровати мир стране нашей / и душам нашим в мире спастися.
Величание

Величаем вас, / страны Тверския покровители, / и чтим святую память вашу, / вы бо молите за нас / Христа Бога нашего.
Молитва св. Николаю и тверским святым об устроении приходской жизни

О святителю Божий и чудотворче Николае! Призри на смиренное моление нас грешных и умоли Владыку нашего и Господа низпослати на ны и на храм, в честь твою, отче Николае, воздвигнутый, великия и богатыя милости, и да исполнит его верных богомольцев своих, и да сподобятся они благодати Божией, и познают страх блаженных Христвых заповедей, и да отверзет им Господь очи мысленныя к разумению Христова Евангелия, воеже в духовном житии преуспевше, сподобитися им милостей Божиих молитвами Пречистыя Владычицы нашея Богородицы и Приснодевы Марии, святаго славнаго и всехвальнаго апостола и евангелиста Иоанна Богослова, честнаго пророка Божия Илии, преподобных отец наших Нила Столобенскаго, Сергия Радонежского и Серафима Саровского, Саввы и Варсонофия Тверских, Макария Колязинскаго и Савватия Оршинскаго чудотворцев, благоверных князей Михаила Тверскаго и Михаила Микулинскаго, блаженных княгинь-инокинь Ксении и Анны, священномученика Фаддея и преподобного Сергия-исповедника и всех святых в земле тверстей просиявших. Внемли же убо молению нашему, отче Николае, да и мы окаянныя достигнем деснаго предстояния у Христа Бога нашего, Его же честь, слава и милосердие неоскудевающее со Безначальным Его Отцем и Всесвятым и Благим и Животворящим Его Духом, ныне и присно и во веки веков. Аминь.

## Святые
В Соборе Тверских святых насчитывается более чем 40 канонизированных святых Древней Руси и Синодального времени и более 125 прославленных в лике святых новомучеников и исповедников Российских. Особо чтимыми святыми Тверской епархии являются святой благоверный князь тверской Михаил Ярославич и его супруга святая благоверная княгиня Анна Кашинская, из новомучеников - священномученик Фаддей, архиепископ Тверской, преподобноисповедник Сергий (Сребрянский) и священномученик Феодор Колеров и др.
Святые архипастыри Тверской епархии
- первоначальник Тверских святителей епископ Симеон († 1289; память 3/16 февраля)
- епископ Феодор, прозванный Добрым († 1367; память 20 марта/2 апреля)
- епископ Арсений († 1409; память 2/15 марта)
- святитель Акакий, епископ Тверской и Кашинский († 14 января 1567 г.)
- святитель Варсонофий, епископ Тверской, чудотворец Казанский († 1575; память 11/24 апреля, 4/17 октября)
- убитый поляками святитель Феоктист, архиепископ Тверской († 1609)

Благоверные князья
- благоверная княгиня Тверская Ксения (XIV в.) – мать святого князя Михаила Тверского
- благоверная княжна Софья Ярославна
- Благоверный великий князь Димитрий Тверской
- Благоверные Александр Михайлович и его сын Феодор Тверские
- Благоверный князь Михаил Александрович Тверской
- святой благоверный князь Владимирский Георгий Всеволодович († 1238; память 4/17 февраля)
- святой благоверный Василий, князь Ростовский
- благоверный князь Бежецкий Димитрий Юрьевич Красный († 1441)
- благоверный князь Ржевский Владимир (XIII в.; память 15/28 июля) и его супруга княгиня Агриппина (XIII в.; память 23 июня/6 июля и 15/28 июля)

Преподобные
- основатель Борисоглебского монастыря преподобный Ефрем Новоторжский
- преподобный Аркадий Вяземский и Новоторжский
- блаженный Константин Новоторжский (предположительно XVI в.)
- основатель Сретенского монастыря преподобный Савва[8]
- преподобный Варсонофий
- основатель Свято-Троицкой обители преподобный Макарий, игумен Калязинский
- основатель Введенского монастыря преподобный Нектарий Бежецкий
- основатель Сретенского монастыря преподобный Савватий
- основатель Оршинского Савватиева монастыря преподобный Евфросин
- основатель Столобенской пустыни преподобный Нил Столобенский
- основатель Николо-Антониевого Краснохолмского монастыря преподобный Антоний Краснохолмский

По населенным пунктам

### Бежецк
- преподобный Нектарий Бежецкий
- Священномученик Аркадий Остальский (епископ Бежецкий, викарий Тверской епархии) (1937)
- Андрей Гневышев, мученик (1941), староста Никольской церкви Бежецка
- Священномученики Иоанн (1937) и Василий (Козыревы)
- Сергий Смирнов, пресвитер, священномученик (1937)
- Петр Зиновьев, пресвитер, священномученик (1937)
- Николай Сретенский, пресвитер, священномученик (1937)
- Священномученик Иоанн Василевский
- Священномученик Иоанн Бойков, пресвитер (1934)
- Иоанн Богоявленский, пресвитер, священномученик (1941)
- Священномученик Иаков Бойков (1943)
- Иоанн Томилов, пресвитер, священномученик (1938)
- Макарий (Смирнов), преподобномученик (1937), пресвитер храма с. Красная поляна (Спас-Талицы) Бежецкого р-на
- Михаил Косухин, пресвитер, священномученик (1937)
- Николай Лебедев, пресвитер, священномученик (1937)

Пострадавшие в годы гонений пастыри, монашествующие и миряне:
- Иван Александрович  (1885-после 1935), священник, и Анастасия Васильевна Клобуковы, супруга, служители храмов с. Сукромны Бежецкого р-на и (два года) с. Савцыно Кашинского р-на
- Григорий (Козырев), епископ Бежецкий

### Белый
- Священномученик Иаков (Леонович)

### Бологое
- Священномученик Алексий Успенский и мученик Василий Шикалов (+1937)
- Сергий Уклонский, пресвитер, священномученик (1937)

### Весьегонск
- Петр Титов, пресвитер, священномученик (1937)
- Феодор Беляев, пресвитер, священномученик (1937)
- Александр Талызин, пресвитер, священномученик (1938)
- Алексий Никольский, пресвитер, священномученик (1938)

### Вышний Волочек
- Виктор Воронов, священномученик (1937)
- Владимир Мощанский, пресвитер, священномученик (1938)
- Феодосий (Болдырев), преподобномученик (1937)
- Мученики Петр Жуков, Прохор Михайлов и иже с ними
- Преподобномученики Стефан (Кусков), Павел (Евдокимов)
- Димитрий Беневоленский, Удомельский, священномученик (1937)
- Мученик Михаил (Новосёлов) (1938)

Пострадавшие в годы гонений пастыри, монашествующие и миряне:
- Александр Александрович Ильинский (1937), пресвитер церкви села Сонки Кировского р-на Калининской обл. (ныне Фировский р-он Тверской обл.)

### Зубцов
- Священномученик Борис (Боголепов) (с. Коробино)
- Священномученик Евгений Ивашко
- Павел (Козлов), иеромонах, преподобномученик (1938), иеромонах Ниловой пустыни
- Сергий Ведерников, мученик (1937)

### Калязин
- Преподобный Макарий Калязинский (1483)
- Преподобный Паисий Угличский
- Праведные Василий и Ирина, родители преподобного Макария Калязинского, и Елены, супруги преподобного
- Иаков Бобырев, пресвитер, священномученик (1937)
- Павел Фаворитов, пресвитер, священномученик (1937)
- Владимир Введенский, пресвитер, священномученик (1937)
- Преподобномученик Иона (Смирнов), иеромонах, (1938)
- Димитрий Неведомский, пресвитер, священномученик (1937)
- Константин Чекалов, пресвитер, священномученик (1937)
- Святитель Серапион, митрополит Сарский и Подонский

Подвижники благочестия
- Архиепископ Вятский и Великопермский Иона
- Отрок Иоанн Калязинский

Пострадавшие в годы гонений пастыри, монашествующие и миряне:
- Протоиерей Василий Судницын
- Протоиерей Иаков Галахов
- Протоиерей Михаил Соколов (1937), служил в Введенском храме г. Калязин
- Иеромонах Виталий (Евграфов)
- Иеромонах Евстафий (Корюхин)
- Иеромонах Севастиан (Ефимов)
- Священник Иоанн Зиновьев
- Священник Михаил Порецкий
- Священник Павел Лошкарев
- Диакон Николай Завьялов

### Кашин
- Святая благоверная княгиня Анна Кашинская (1368)
- Преподобный Макарий Калязинский (1483)
- Григорий (Лебедев), епископ Шлиссельбургский, священномученик (1937)
- Священномученик Алексий Москвин, пресвитер Савцынский (1937)
- Священномученики Иаков Бобырев (1937), Илья Чередеев (1937), Павел Фаворитов (1937), Александр (1937), преподобномученики Иона (Смирнов) (1938), Владимир (Загреба) (1938), пресвитеры, заключенные в Кашинской тюрьме
- Николай Морковин, священномученик, пресвитер храма с. Вознесенье Кашинского р-на (1938)
- Владимир Мощанский, священномученик, пресвитер храма с. Спасское Кашинского р-на (1938)
- Алексий Ильинский, священномученик, пресвитер Матинский (1931)
- Дионисий (Петушков), преподобномученик, родившийся и живший в деревне Сумино Кашинского уезда
- Мирон Ржепик, пресвитер, священномученик, законоучитель Кашинской духовной семинарии
- Василий Малинин, пресвитер, священномученик (учился в Кашинском духовном училище, служил в храме с. Кононово Кашинского р-на)
- Павел Березин, пресвитер, священномученик (1937)
- Димитрий Троицкий, Константин Чекалов и Владимир Введенский, Николай Порецкий, Василий Никольский, Константин Колпецкий, пресвитеры, Николай Богородский, диакон, священномученики, учившиеся в Кашинском духовном училище
- Сергий Константинов, пресвитер, священномученик, заключенный в Кашинской тюрьме
- Софроний (Несмеянов), преподобномученик, пресвитер храма с. Рождествено Кашинского р-на (1937)
- Феодор Колеров, священномученик, пресвитер Кимрский и Кашинский (почитается в Крестознаменской церкви г. Кашина)
- Святитель Серапион, митрополит Сарский и Подонский, родившийся в Кашине
- Преподобный Савва Вишерский
- Преподобный Ефрем Перекомский

Подвижники:
- Дорофея (Лодыгина), схимонахиня Кашинского Сретенского монастыря (1629)
- Иоасаф (Болотов), епископ Кадьякский (родился в с. Стражково, учился в Кашинском духовном училище)
- Схимонахи Сергий и Марфа (Анисимовы), почитаемые в Николаевском Клобуковом женском монастыре
- Дионисий (Богословский), иеромонах Николаевского Клобукова монастыря
- Схиигуменья Стефанида (Топоркова), первая настоятельница Николаевского Клобукова женского монастыря
- Праведные Василий и Ирина, родители преподобного Макария, и Елены, супруги преподобного Макария

Пострадавшие в годы гонений пастыри, монашествующие и миряне:
- Протоиерей Иоанн Вениаминов, пресвитер Кашинский (1947)
- Димитрий Молчанов, пресвитер кашинский (1954)
- Прот. Александр Матвеевич Малиновский (1944), настоятель Вознесенского собора г. Кашина около 40 лет
- Владимир Павлович Ахматов (1972), пресвитер Славковский
- Священники-братья Михаил (1934) и Василий (1954) Михайловичи, сестра Анна Михайловна (1940-е) и сын о. Михаила Михаил Соколовы (после 1943), служители храма с. Уницы и преподаватели сельских школ.
- Александра Ивановна Березина (1942/ или 1946), прихожанка Никольской церкви с. Савцыно
- Михаил Петрович Можжухин (1934), пресвитер Кочемльский (умер в 75-летнем возрасте вскоре после допроса, во время которого его увозили в Кашин)
- Иеродиакон Макарий (Андреев, Михаил Федорович) (1937)
- Петр Романовский (1937), пресвитер Кашинской церкви Флора и Лавра
- Алексей Алексеевич Беляев (1937), пресвитер Кашинский
- Михаил Михайлович Бобковский (1938), протоиерей, переехал из Ленинграда в Кашин
- Александр Ильич Бойков, священник с. Архангельское Кашинского р-на (1938)
- Михаил Федорович Дюков, священник Кашинского Сретенского монастыря (1937)
- Алексей Васильевич Заонегин (1937), церковный сторож в с. Давыдово, где и родился в 1881 г.
- Борис Николаевич Иустинов (1937), пресвитер, сын священника-благочинного
- Николай Викторович Киселев (1937), священник с. Рождествено Кашинского р-на
- Сергей Петрович Савинов (1937), священник церкви с. Стражково
- Николай Васильевич Скоропостижный (1938), священник церкви с. Савцыно Кашинского р-на
- Владимир Дмитриевич Соколов (1938), священнослужитель храма с. Порфеньево Кашинского р-на
- Иван Александрович Клобуков (1885-после 1935), священник и Анастасия Васильевна, супруга, служители храмов с. Сукромны Бежецкого р-на и два года - с. Савцыно Кашинского р-на.

### Кесова Гора
- Преподобный Вассиан Рябовский
- Макарий (Миронов), иеромонах, преподобномученик (1938)
- Павел Васильевский, пресвитер, священномученик (1937)

### Кимры
- Священномученик Феодор Колеров и иже с ним мучч Анания Бойков и Михаил Болдаков
- Священномученик Александр Колоколов
- Священномученик Измаил Кудрявцев
- Михаил Абрамов, пресвитер, священномученик (1937)
- Николай Морковин, пресвитер, священномученик (1938)
- Иоанн Никольский, пресвитер, священномученик (1937)
- Сергий Константинов, пресвитер, священномученик (1941)
- Василий Никольский, пресвитер, священномученик (1937)
- Петр Юдин, мученик (1931)

### Конаково
- Григорий Раевский, пресвитер, священномученик (1937)
- Николай Дмитров, пресвитер, священномученик (1938)
- Арсений Троицкий, пресвитер, священномученик (1937)
- Василий Малинин, пресвитер, священномученик (1937)

### Красный Холм
- Преподобный Антоний Краснохолмский
- Сергий Бородавкин, мученик (1938)
- Александр Соколов, пресвитер, священномученик (1937)
- Владимир Чекалов, пресвитер, священномученик (1937)

Пострадавшие в годы гонений пастыри, монашествующие и миряне:
- Николай Иванович Прохоров (1938), священнослужитель г. Красный Холм
- Петр Иванович Романовский (1937), священнослужитель г. Красный Холм

### Кувшиново
- Александр Рождественский, пресвитер, священномученик (1937)
- Николай Раевский, пресвитер, священномученик (1937)

### Лихославль
- Преподобноисповедник Сергий (Сребрянский) (1948)
- Василий Виноградов, пресвитер, священномученик (1937)
- Макарий Соловьев, пресвитер, священномученик (1937)

### Максатиха
- Димитрий Воробьев, мученик (1937)
- Симеон Воробьев, мученик (1937)
- Священномученик Павел Василевский
- Анатолий (Ботвинников), иеромонах, преподобномученик (1937)
- Димитрий Павский, пресвитер, священномученик (1937);
- Михаил Твердовский, пресвитер, священномученик (1937)

Подвижники:
- Дионисий (Сосновский) (1918), настоятель Николаевской Теребенской пустыни

### Молоково
- Священномученик Павел Березин  (1937), пресвитер Вознесенского храма с. Котово Молоковского р-на
- Александр Соколов, пресвитер, священномученик (1937)
- Михаил Богородский, пресвитер, священномученик

### Оленино
- Святой равноапостольный Николай, архиепископ Японский
- Евгений Ивашко, пресвитер, священномученик (1937)
- Иоанн Спасский, пресвитер, священномученик (1941)

### Осташков
- Преподобный Герман Столобенский
- Нектарий, aрхиепископ Тобольский и Сибирский
- Преподобный Нил Столобенский, чудотворец
- Михаил Люберцев, пресвитер, священномученик (1937)
- Владимир Рясенский, пресвитер, священномученик (1932)
- Александр Богоявленский, пресвитер, священномученик (1937)
- Виталий (Кокорев), монах, преподобномученик (1937)
- Иоанн Яковлевич Васильев, пресвитер, священномученик (1942)
- Дионисий (Петушков), иеросхимонах, преподобномученик (1931)
- Павел (Козлов), иеромонах, преподобномученик (1938)
- Сергий (Зайцев), архимандрит, священномученик (1918)

### Рамешки
- Священномученик Владимир (Чекалов)
- Михаил Скобелев, пресвитер, священномученик (1937)
- Иоанн Софронов, пресвитер, священномученик (1937)

Пострадавшие в годы гонений пастыри, монашествующие и миряне:
- Николай Иванович Рождественский (1937), священник церкви с. Никольское Рамешковского р-на

### Ржев
- Преподобный Дионисий Радонежский
- Преподобная Параскева, игуменья Ржевская
- Благоверные Владимир и Агриппина Ржевские
- Преподобный Арсений Новгородский
- Алексий Никологорский, пресвитер, священномученик (1937)
- Николай Богородский, диакон, священномученик (1937)

### Селижарово
- Гурий, архиепископ Казанский
- Иоанн Мельницкий, пресвитер, священномученик (1937)
- Иоанн Василевский, пресвитер, священномученик (1937)

### Старица
- Святитель Иов Патриарх Московский
- Святитель Герман Казанский
- Преподобный Дионисий Радонежский
- Преподобная Пелагея Старицкая
- Михаил Маслов, пресвитер, священномученик (1938)
- Священномученик Алексий (Нечаев)
- Александр Вершинский, пресвитер, священномученик (1937)
- Александр Чекалов, пресвитер, священномученик (1937)
- Василий Спасский, пресвитер, священномученик (1938)
- Иоанн Владимирский, пресвитер, священномученик (1937)
- Михаил Некрасов, пресвитер, священномученик (1937)
- Николай Верещагин, пресвитер, священномученик (1937)
- Феодор Баккалинский, пресвитер, священномученик (1937)
- Алексий Виноградов, пресвитер, священномученик (1938)

Подвижники:
- Игумен Дамаскин (Дамиан Кононов)

Пострадавшие в годы гонений пастыри, монашествующие и миряне:
- Аркадов, Алексей Иванович, пресвитер (после 1932)

### Тверь
- Благоверный великий князь Михаил Ярославич Тверской (1318)
- Благоверная великая княгиня Ксения Юрьевна Тверская (1311/12)
- Благоверный великий князь Димитрий Тверской
- Благоверный князь Михаил Александрович Тверской
- Святитель Моисей, архиепископ Новгородский
- Святитель Симеон, епископ Тверской
- Святитель Феодор, епископ Тверской
- Святитель Арсений, 1-й архиепископ Тверской, чудотворец
- Святитель Акакий, епископ Тверской
- Святитель Филипп, митрополит Московский
- Святитель Варсонофий 2-й, епископ Тверской, Чудотворец Казанский
- Святитель Феоктист Тверской
- Святитель Арсений 3-й, архиепископ Тверской
- Святитель Тихон, епископ Задонский
- Священномученик Фаддей, архиепископ Тверской (1937)
- Сергий (Сребрянский), архимандрит, преподобноисповедник (1948)
- Алексий (Бенеманский), пресвитер, священномученик (1937)
- Аристарх (Заглодин-Кокорев), иеромонах, преподобномученик (1937)
- Афанасий Кислов, пресвитер, священномученик (1937)
- Василий Крылов, пресвитер, священномученик (1938)
- Мученица Вера Трукс (1937)
- Мученица Евгения Доможирова
- Илия Бенеманский, пресвитер, священномученик (1937)
- Илия Громогласов, пресвитер, священномученик (1937)
- Николай Лебедев, пресвитер, священномученик (1933)
- Николай Маслов, пресвитер, священномученик (1939)
- Николай Павлинов, пресвитер, священномученик (1937)

### Торжок
- Блаженный Георгий (Юрий) (1015)
- Преподобный Ефрем Новоторжский (1053)
- Преподобный Аркадий Новоторжский (ок. 1077)
- Благоверная княгиня Иулиания Новоторжская и Вяземская (1406)
- Преподобный Трифон Печенгский (1583)
- Преподобный Константин, архимандрит Новоторжский (1609)
- Иоанн Иоаннович Васильев, пресвитер, священномученик (1937)
- Константин Колпецкий, пресвитер, священномученик (1937)
- Иоанн Цветков, пресвитер, священномученик (1937)
- Александр Вершинский, пресвитер, священномученик (1937)
- Алексий Ильинский, пресвитер, священномученик (1931)
- Сергий Казанский, протодиакон, священномученик (1937)
- Преподобномученица Вера (Морозова Вера Семёновна) (1938), родившаяся в Торжке и прожившая здесь двадцать лет

### Торопец
- Святой благоверный великий князь Александр Невский
- Преподобный Исаакий Торопецкий
- Святитель Тихон, патриарх Московский
- Священномученик Иоанн (Троянский), епископ Великолукский и Торопецкий  (1938)
- Священномученик Александр (Ратьковский) (1937)
- Священномученик Андрей (Быстров) (1937) и мученики Василий (Виноградов) (1937), Сергий (Михайлов) (1937) и Спиридон (Савельев) (1937)
- Александр Богоявленский, пресвитер, священномученик (1937)
- Никандр Гривский, пресвитер, священномученик (1940)